# أرت ألبرشت
أرت ألبرشت (بالإنجليزية: Art Albrecht) هو لاعب كرة قدم أمريكية أمريكي، ولد في 24 فبراير 1921 في مانيتووك في الولايات المتحدة، وتوفي في 1 فبراير 2004.

## وصلات خارجية
- أرت ألبرشت على موقع مرجع كرة القدم المحترفة.كوم (الإنجليزية)